# José Diéguez Reboredo
José Diéguez Reboredo (Enquerentes, Touro, La Coruña, 25 de abril de 1934 - Santiago de Compostela, 18 de julio de 2022) fue un prelado español, obispo de Osma-Soria (1984-1987); Orense (1987-1996) y Tuy-Vigo (1996-2010).

## Trayectoria
Estudió en el Seminario de Santiago de Compostela y en Salamanca. Se licenció en ciencias exactas por la Universidad de Santiago de Compostela y fue profesor de matemáticas en el Seminario Menor de Compostela. Fue además obispo de Osma-Soria (1984-1987) y de Orense (1987-1996).
El 7 de junio de 1996 tomó posesión de la diócesis de Tuy-Vigo. En abril de 2009 presentó al papa la renuncia por haber cumplido setenta y cinco años de edad, renuncia que le fue aceptada el 28 de enero de 2010.
Falleció a primera hora de la tarde del 18 de julio de 2022, en Santiago de Compostela, donde era capellán de las Hermanitas de los Ancianos Desamparados. Pocos días antes había sufrido un derrame cerebral por el que había sido hospitalizado.